# ガーンジーの鉄道
8つの島々からなるイギリス王室属領のガーンジー代官管轄区の国家領域内には、2つの鉄道があった。
- ガーンジー鉄道（英語版） (Guernsey Railway) は、主要な島であるガーンジー島にて、1879年から1934年まで運行されていた。
- オルダニー鉄道 (Alderney Railway) は、代官管轄区で2番目に大きい島であるオルダニー島にて、1847年に開業し、かつ運行し続けている。

## ガーンジー島
ガーンジー島には現在、鉄道サービスがない。
事実上の電気式路面電車であり、1892年2月20日に稼働し始めたガーンジー鉄道は、1934年6月9日に廃棄された。
蒸気で稼働し、ガーンジー・スティーム・トラムウェイ (Guernsey Steam Tramway) と呼ばれていた初期の輸送システムは、ガーンジー鉄道に置き換えられている。
ガーンジー・スティーム・トラムウェイは、1879年6月6日に機関車6両でサービスを開始している。

### 第二次世界大戦
第二次世界大戦時のチャンネル諸島占領中、例えばホーメット砦 (Fort Hommet) のような沿岸要塞の建設および供給を補助するために、ドイツ人技師およびガーンジーのトート機関 (Organisation Todt) によって、90センチメートル (35 in)の軽便鉄道が敷設されている。
当路線は、セント・ピーター・ポート (Saint Peter Port) からセント・サンプソン (Saint Sampson) およびL'Ancresseを経由してL'Ereeまで走行していた。
当路線には、L'Isletでの鉄道側線を含んでいた。
60センチメートル (24 in)の段壁があった。
より高い教区へ当路線を利用させる試みはなかった:200。
占領後に、全ての軌道が撤去されている。

## オルダニー島
オルダニー鉄道では、夏季の数ヶ月中に定期的に組まれたサービスと、イースターおよびクリスマスを含む季節の祝祭日に、約2マイルの鉄道連絡を提供している。
当鉄道は現在、公共輸送連絡を提供するために、チャンネル諸島で唯一稼働している鉄道である。
当鉄道はまた、1847年まで遡るブリテン諸島で最も古い鉄道の1つであり、1857年には最初の「公式」乗客として、ヴィクトリア女王およびアルバート王子を乗せている。
オルダニー島にはまた、夏季の数ヶ月中に運行されている、軌間7 1⁄4 in (184 mm)のミニチュア鉄道がある。